# Hermes Escalona
Hermes E. Escalona – wenezuelski entomolog, specjalizujący się w koleopterologii.

## Życiorys
Od dzieciństwa wykazywał zainteresowanie owadami. Publikować prace naukowe zaczął w 2002 roku. W 2004 roku uzyskał tytuł inżyniera rolnictwa na Universidad Central de Venezuela. Od 2004 do 2010 roku zatrudniony był jako kierownik jednostki operacyjnej National Division of Vector Borne Diseases and Novice Fauna wenezuelskiego Ministerstwa Zdrowia. W 2008 roku zdobył tytuł magistra entomologii na Universidad Central de Venezuela. Od 2010 do 2015 roku zatrudniony był jako badacz wizytujący w należącej do CSIRO Australian National Insect Collection. Wówczas rozpoczął współpracę z Adamem Ślipińskim. W 2012 roku zdobył w zakresie entomologii stopień Ph.D. W 2015 roku otrzymał Humboldt‐Forschungsstipendium, w ramach którego pracował do 2018 roku w Muzeum im. A. Koeniga na Uniwersytecie Albrechta i Ludwika we Fryburgu. Od 2018 roku ponownie zatrudniony jest w Australian National Insect Collection w CSIRO.

## Praca naukowa
Zainteresowania badawcze Escalona skupiają się na filogenezie i taksonomii chrząszczy z podrzędów wielożernych i Archostemata. Wkład wniósł m.in. w badania biedronkowatych, trąbików, rohatyńcowatych, ryjkowcowatych, kózkowatych, ogniczkowatych, ścierowatych, Rhipiceridae czy Boganiidae. Jest autorem 40 artykułów naukowych i czterech rozdziałów w monografiach. Wspólnie z Adamem Ślipińskim napisał dwutomową monografię kózkowatych Australii. Za jej pierwszy tom obaj autorzy odznaczeni zostali Medalem im. Johna Obadiah Westwooda.